# Amelanchier

Amelanchier este un gen de arbuști sau arbori mici cu frunze căzătoare, fără spini, din familia rozaceelor (Rosaceae). Au frunze simple, serate (dințate). Stipelele sunt caduce. Florile în raceme terminale, rareori solitare. Petalele liniare până la oblong-obovate, neunguiculate, albe, mai rar roze; stamine 10-20; carpele 5, concrescute sau parțial libere, cu pereți cartilaginoși în fructe; ovule 2; stiluri 2-5, libere sau concrescute la bază. Fructe mici, 4-loculare până la 10-loculare, negru-albăstrui sau negru-purpurii, de obicei suculente și dulci. Există o hibridizare vastă între specii, se pot reproduce apomictic.
Genul Amelanchier cuprinde circa 28 de specii în regiunile nordice temperate: America de Nord, Asia de Est, Europa (o specie - Amelanchier ovalis), în America la sud până la Mexic și Guatemala. Cresc în locuri stâncoase montane și păduri deschise. Fructele sunt comestibile. Acest gen include specii ornamentale (în principal din America de Nord), cu flori abundente și frunze galbene sau roșii toamna. Unele dintre acestea, și câțiva hibrizi, sunt cultivate uneori în grădinile europene, iar nomenclatura lor a fost foarte confuză.

## Specii din România și Republica Moldova
În România se întâlnesc cinci specii, una crește spontan - merișorul de stâncă (Amelanchier ovalis) - rar întâlnit la mari altitudini în Munții Apuseni, Ceahlău etc. în crăpături de stânci, coaste pietroase, însorite, defileuri, grohotișuri, tufișuri, păduri, de obicei între 1600-2000 m și restul cultivate: Amelanchier alnifolia, Amelanchier canadensis, Amelanchier laevis și Amelanchier intermedia.
În Republica Moldova sunt cultivate rar 2 specii ca arbuști ornamentali în parcuri: Amelanchier ovalis și Amelanchier spicata.

## Specii
Conform bazei de date a The Plant List, genul include 28 de specii.
- Amelanchier alnifolia  (Nutt.) Nutt. ex M.Roem., 1847
- Amelanchier arborea  (F.Michx.) Fernald, 1941
- Amelanchier asiatica  (Siebold & Zucc.) Endl. ex Walp., 1843
- Amelanchier australis  Standl.
- Amelanchier bakeri  Greene
- Amelanchier bartramiana  (Tausch) M.Roem., 1847
- Amelanchier canadensis  (L.) Medik., 1793
- Amelanchier covillei  Standl.
- Amelanchier cretica  (Willd.) DC.
- Amelanchier cusickii  Fernald, 1899
- Amelanchier × grandiflora  Rehder
- Amelanchier interior  E.L.Nielsen, 1939
- Amelanchier × intermedia  Spach, 1834
- Amelanchier laevis  Wiegand, 1912
- Amelanchier lamarckii  F.G.Schroed., 1968
- Amelanchier × neglecta  Eggl. ex G.N.Jones
- Amelanchier obovalis  (Michx.) Ashe, 1903
- Amelanchier ovalis  Medik., 1793
- Amelanchier pallida  Greene
- Amelanchier parviflora  Boiss.
- Amelanchier pumila  (Nutt. ex Torr. & A.Gray) M.Roem.
- Amelanchier × quinti-martii  Louis-Marie
- Amelanchier sanguinea  (Pursh) DC.], 1825
- Amelanchier sinica  (C.K.Schneid.) Chun], 1921
- Amelanchier spicata  (Lam.) K.Koch, 1869
- Amelanchier stolonifera  Wiegand
- Amelanchier turkestanica  Litv.
- Amelanchier utahensis  Koehne, 1890